# Liste der Comarcas in der autonomen Gemeinschaft Madrid
Dies sind die Comarcas in der Autonomen Gemeinschaft Madrid, Spanien.

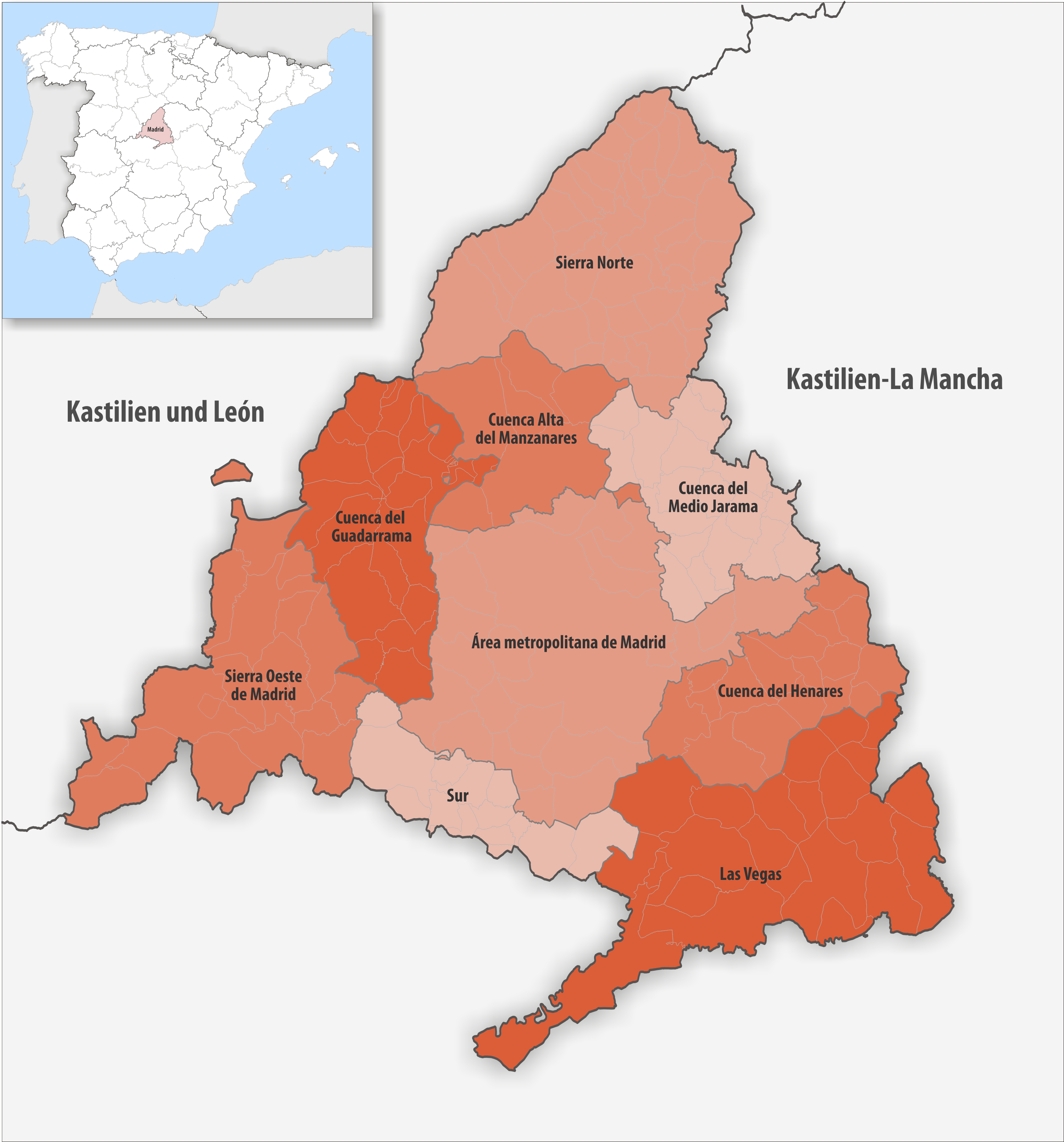
Comarcas in der autonomen Gemeinschaft Madrid

| Comarca                      | Gemeinden | Einwohner (2024) | Fläche km² | Dichte Einw./km² | Hauptort                    |
| ---------------------------- | --------- | ---------------- | ---------- | ---------------- | --------------------------- |
| Área metropolitana de Madrid | 21        | 5.682.111        | 1.523,25   | 3.730            | Madrid                      |
| Cuenca Alta del Manzanares   | 6         | 99.241           | 515,49     | 193              | Colmenar Viejo              |
| Cuenca del Guadarrama        | 19        | 305.292          | 770,03     | 396              | Collado Villalba            |
| Cuenca del Henares           | 17        | 258.433          | 595,89     | 434              | Rivas-Vaciamadrid           |
| Cuenca del Medio Jarama      | 18        | 153.245          | 586,20     | 261              | Paracuellos de Jarama       |
| Sierra Norte                 | 42        | 33.454           | 1.255,55   | 27               | Torrelaguna                 |
| Sierra Oeste de Madrid       | 19        | 57.132           | 988,11     | 58               | San Martín de Valdeiglesias |
| Sur                          | 14        | 242.900          | 414,90     | 585              | Valdemoro                   |
| Las Vegas                    | 23        | 169.907          | 1.378,13   | 123              | Aranjuez                    |
| Provinz Madrid               | 179       | 7.001.715        | 8.027,00   | 872              | Madrid                      |